# Matija Stegnar
Matija Stegnar (* 23. Februar 1978) ist ein ehemaliger slowenischer Skispringer.
Stegnar begann seine internationale Karriere 1995 im Skisprung-Continental-Cup. Bei der Junioren-Weltmeisterschaft 1996 im italienischen Asiago gewann er gemeinsam mit Jaka Grosar, Primož Peterka und Peter Žonta im Teamspringen die Bronzemedaille. Trotz fehlenden Erfolgs im Continental Cup bestritt er am 29. Dezember 1996 sein Debüt im Skisprung-Weltcup. Dabei sprang er in Oberstdorf auf den 50. Platz. Im März 1997 wurde er erneut für zwei Weltcup-Springen in seiner Heimat nominiert und konnte dabei im zweiten Skifliegen von Planica, das sein letztes Weltcup-Springen war, mit dem 28. Platz Weltcup-Punkte gewinnen. Mit den gewonnenen Punkten belegte er am Ende der Weltcup-Saison 1996/97 punktgleich mit dem Tschechen Jakub Janda und dem Japaner Naoto Itō den 96. Platz in der Weltcup-Gesamtwertung und den 52. Platz im Skiflug-Weltcup. Nach zwei weiteren glücklosen Jahren im Continental Cup beendete Stegnar 1999 seine aktive Skisprungkarriere.